# 광 통신망
광통신망, 광 네트워크, 옵티컬 네트워킹(optical networking)은 빛으로 변환된 신호를 사용하여 전기통신망의 다양한 노드를 경유하며 정보를 전달하는 통신 수단이다. 제한된 범위의 근거리 통신망(LAN→ 이 경우 광랜, 광LAN 등의 표기도 사용됨), 광역 통신망(WAN)을 통해 도심지 및 지방에서부터 국가, 국제, 대양 저편의 거리로까지 가로지르며 운영된다. 광증폭기, 레이저, LED, 파장분할다중화(WDM)에 의존하여 막대한 양의 데이터를 전달하는 광 통신의 일종으로, 일반적으로 광케이블을 거친다. 매우 높은 대역을 달성할 수 있기 때문에 오늘날의 인터넷, 그리고 상당한 모든 인류와 기계 대 기계 정보를 전송하는 통신망이 가능해졌다.

## 용적
광통신 기술로 가능해진 대역은 인터넷의 빠른 성장을 가능케 했으며 지속적인 성장이 예상된다. 대역의 수요는 주로 인터넷 프로토콜(IP) 트래픽에 의해 주도되며 여기에는 트랜잭션이 집약된 동영상 서비스, 원격 의료, 소셜 네트워크, 웹 2.0 애플리케이션, 그리고 클라우드 기반 컴퓨팅이 포함된다. 동시에 기계 대 기계 및 과학 커뮤니티는 데이터의 대규모 교환 지원을 요구한다. 시스코 비주얼 네트워킹 인덱스는 전 세계 IP 트래픽이 2016년 제타바이트(10^21 바이트)를 초과할 것으로 예측한다. 2018년 인덱스는 수백 만 분 길이의 동영상 콘텐츠가 매초 네트워크를 가로지르며 이는 모두 광통신망에 의해 전송되는 것으로 예측하고 있다.

## 표준 프로토콜
동기식 광통신망(Synchronous optical networking, SONET, 북미 표준)과 동기식 디지털 계위(Synchronous Digital Hierarchy, SDH, 유럽 표준)는 광통신망을 위해 매우 흔히 사용되는 프로토콜로 진화했다. 광전송망(Optical Transport Network, OTN) 프로토콜은 그 뒤를 잇는 프로토콜로서 국제전기통신연합에 의해 개발되었으며 G.709 권고안에 기술된 바대로 네트워크 간 상호운용성을 가능케 한다. 이 프로토콜들 둘 다 비동기 전송 방식(ATM), 이더넷, TCP/IP 등의 다양한 프로토콜을 허용한다.

## 같이 보기
- 수동 광통신망